# Leopold Neumann (Ingenieur)

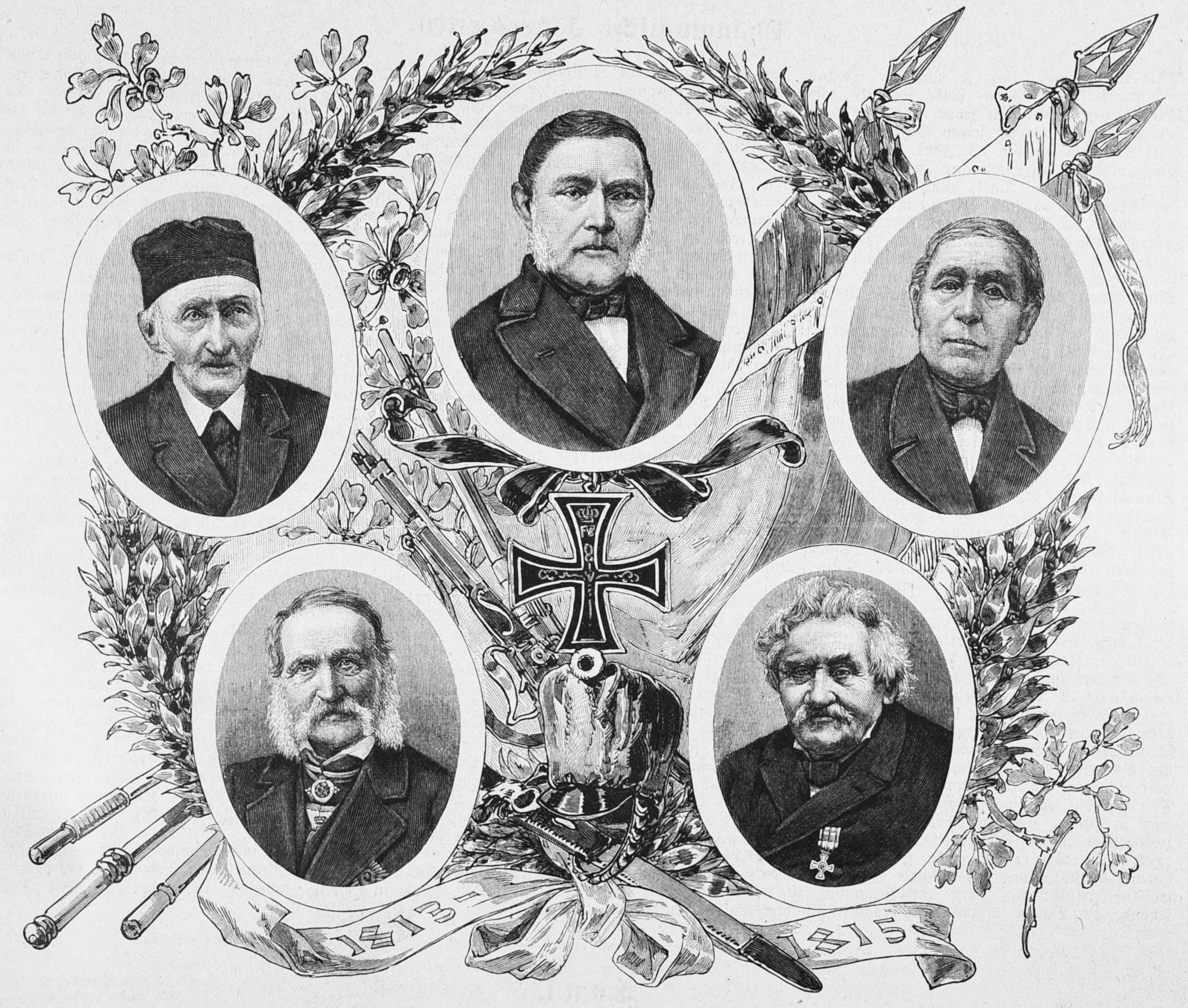
Die letzten 5 bekannten Veteranen der Befreiungskriege von 1813–1815 aus dem Jahr 1895, unten rechts ist Johann Leopold von Baehr

Johann Leopold Neumann, ab 1829 Johann Leopold von Baehr (* 6. März 1793 in Ragnit; † 24. März 1893 ebenda) war ein deutscher Ingenieur-Geograph.

## Leben
Er war ein Sohn des Ragniter Tischlermeisters Johann Christian Neumann und von Beatrix geb. Steckel. Während seines Dienstes beim preußischen Militär, während der Napoleonischen Kriege, erwarb Neumann den Titel Ingenieur-Leutnant. Am 6. Januar 1819 ging er die Ehe mit der weitaus älteren, hochadeligen Albertine Elisabeth Gräfin zu Solms-Sonnenwalde (1775–1827) ein. In der Folge lebte das Paar vorwiegend auf ihrem Besitz, dem Rittergut Schköna. Beruflich entwickelte sich Neumann zu einem bedeutenden Mitarbeiter am Konversationslexikon von Brockhaus (Leipzig). Für seine Verdienste als Ingenieur-Geograph wurde er zum Mitglied der Preußischen Akademie der Künste ernannt. Nach dem Tod seiner Frau 1827, vor der schon alle ihre Geschwister verstorben waren, wurde Neumann von seiner Schwiegermutter Louise verwitwete Gräfin zu Solms-Sonnenwalde, eine morganatische Tochter von Fürst Viktor II. Friedrich von Anhalt-Bernburg, die mit ihrer Mutter auf den Namen Baehr geadelt worden war, adoptiert. Das erfolgte am 12. September 1829 durch königlich preußisches Dekret, das gleichzeitig die Erhebung in den Adelsstand beinhaltete; das allerdings auf den Geburtsnamen der Gräfin, also von Baehr (Baer) und damit auch mit deren Wappen. Im gleichen Jahr als seine Schwiegermutter verstarb, 1830, schloss von Baehr eine Ehe mit Johanna Agnes Wilhelmina von Schlegel († 1871). Das Paar hatte fünf Kinder, darunter:
- Elisabeth (* 4. März 1834)
- Karl Gustav Viktor (* 28. Januar 1836; † 4. November 1878)

⚭ 1867 Louise Siewert (* 18. Dezember 1840; † 14. Dezember 1868)
⚭ 1872 Maria Alexandra Siewert (* 1. Juni 1853)., Schwester von Luise, heiratete 1880 Georg von Wedelstädt
- Elisabeth (* 12. März 1839) ⚭ N.N. Siewert